# Etheostoma wapiti
Etheostoma wapiti är en fiskart som beskrevs av David Etnier och Williams, 1989. Etheostoma wapiti ingår i släktet Etheostoma och familjen abborrfiskar. IUCN kategoriserar arten globalt som sårbar. Inga underarter finns listade i Catalogue of Life.